# 森有節
森 有節（もり ゆうせつ、1808年（文化5年）- 1882年（明治15年）4月25日）は日本の江戸末期の萬古焼の陶工職人家。萬古焼中興の祖。本名は与五左衛門。号は摘山堂。伊勢国桑名（現在の三重県桑名市田町）に生まれた。

## 年譜
生涯の最初の時期に伊勢国桑名（三重県桑名市）で「松本屋」という古物屋を営む。江戸時代中期の元文年間（1736年～1740年）、伊勢国朝日小向に窯を開いた古い萬古焼（ばんこやき）の創始者であり桑名の豪商人・沼波弄山の遠縁に当たる山田彦右衛門から勧められ、古い萬古焼の発祥の土地の伊勢国朝日小向（地名になる）で有節の弟、与平（本名・千秋、号は陽楓軒）と共に江戸時代後期の1831年（天保2年）に萬古焼を再興した。
有節萬古焼や朝日萬古焼と呼ばれた古い万古焼の製品と同様に名谷山の白土と赤土を使い古いタイプの萬古焼製品を模写作した。時代の流に合わせて煎茶器に生産の主流を変えて、上絵付も硬彩から軟彩へ変わり、粉彩・十錦手の上絵釉は艶やかで、金を原料とする鮮やかな桜色の森有節独特の腥臙脂釉の開発にも成功した。このピンクの発色は森有節が手掛ける萬古焼製品独特の製品であった。また急須や土瓶は木型を使った成形に特殊な木型を使用し、ある一定の大量生産を可能とし、薄作りや蓋の摘みのつくりにも新風を取り入れ、庶民など町人などの間で人気を博した。1867年（慶応3年）には国産陶器職取締役を任命された。1882年（明治15年）4月25日、没。享年75。